# Casa consistorial de Martos
La Antigua Cárcel y Cabildo o Casa consistorial de Martos es la sede del Ayuntamiento de la ciudad de Martos, Jaén (España). Se trata de una obra maestra de la arquitectura civil marteña del siglo XVI y constituye uno de los grandes exponentes del manierismo andaluz. Fue construida por Francisco del Castillo el Mozo, en el año 1557, y fue destinado al uso como cárcel y cabildo de la villa. Fue declarada Bien de Interés Cultural como Monumento Histórico Nacional en 1931.

## El edificio
El edificio constituye una de las obras más emblemáticos e identificativas de la ciudad de Martos y está situada en la plaza de la Constitución. En una inscripción de la fachada principal aparece la fecha de finalización de las obras, 1577. El edificio fue mandado construir por encargo del gobernador don Pedro Aboz Enríquez y de don Antonio de Padilla y Meneses, Justicia mayor del Partido de Calatrava en el Reino de Jaén.
La espectacularidad de su fachada principal, es lo que le ha valido a este edificio su consideración como joya del manierismo. Inspirada en el modelo romano de Serlio, en ella se pueden destacar sus enormes columnas dóricas fajadas con sillares almohadillados, las esculturas de la Justicia y la Prudencia (que fueron decapitadas), las grandes puertas (recientemente restauradas) y sobre todo sus aldabones de bronce. Un gran escudo de la casa de los Austrias corona el conjunto.
Se trata de una planta cuadrangular, con las dependencias organizadas en torno a un patio central. A este se accede por un hueco paladiano y el resto de sus muros presenta dos pisos de ventanas pareadas. En la fachada principal consta de dos galerías de arcadas, en el piso inferior con arcos de medio punto y en el superior peraltados sobre columnas de orden corintio y fuste liso.
Del conjunto de la fachada sobresale la portada: puerta adintelada, flanqueada por dos columnas dóricas trabadas y adosadas. El dintel está formado por enormes sillares que en forma radial invaden el entablamento dórico. Sobre éste descansa un frontispicio partido por un gran tondo circular que acoge el escudo imperial de los Austrias. En los vértices aparecen recostadas las figuras de la Justicia y la Misericordia. A ambos lados de la portada se sitúan vanos ciegos con molduras e inscripciones referidas a la construcción del edificio.
Son numerosas las inscripciones que se pueden observar en las fachadas, como los diferentes escudos entre los que destacan el escudo de Martos, el escudo de los Austrias, el escudo de la Orden de Calatrava, etc. Por otra parte, en la fachada lateral derecha, de un severo clasicismo, presenta como decoración un conjunto de lápidas con inscripciones romanas en la piedra y restos arqueológicos.

Lápidas con inscripciones romanas en el lateral derecho del edificio
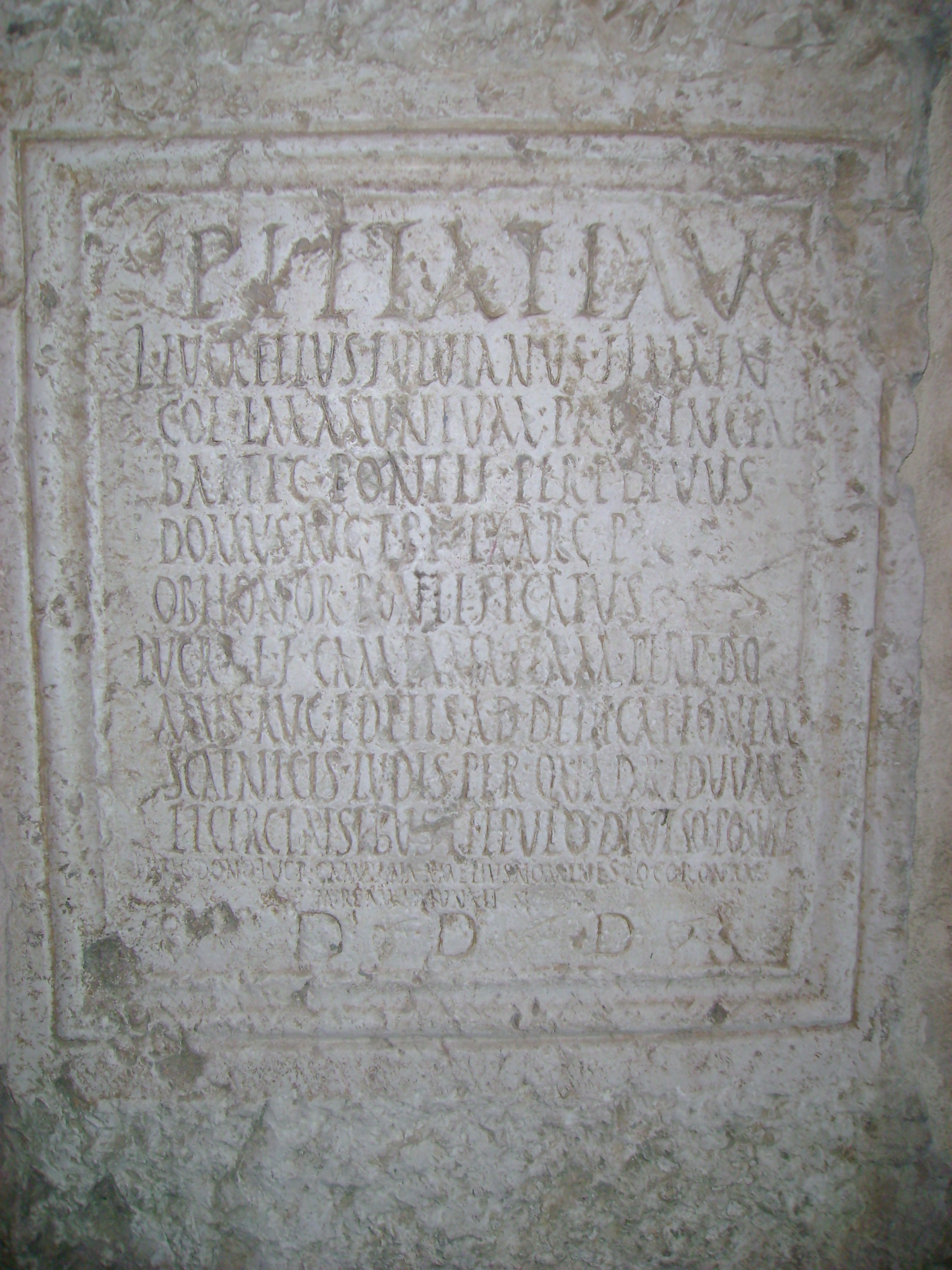
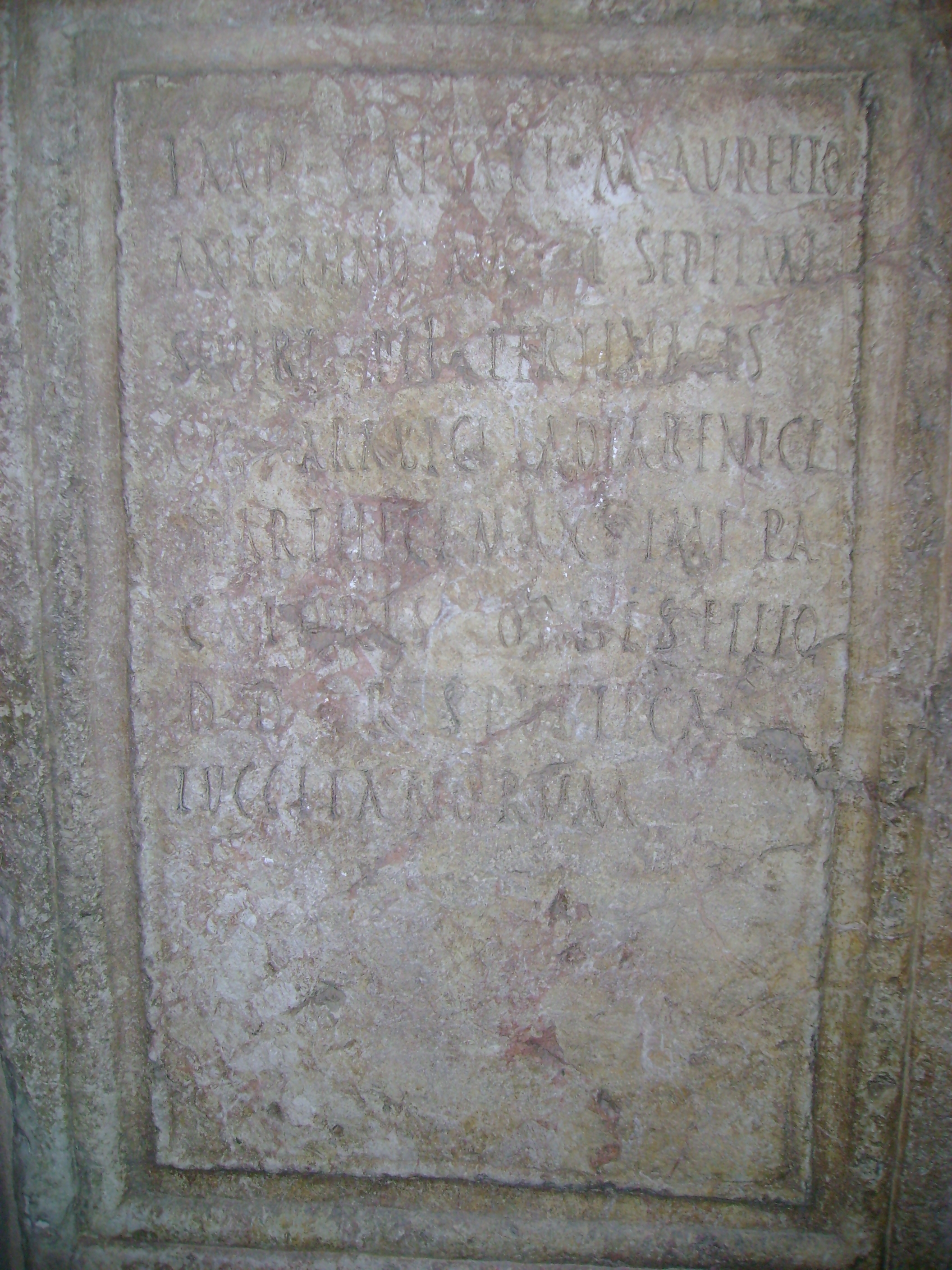

Sobre el significado de esta decoración aparece una explicación en la Historia de la Antigüedad de Diego de Villalta:

(...) y todas estas piedras antiguas con letras notables que de presente se han hallado en esta Peña de Martos y pudieron ser traídas, las han mandado ahora juntar y traer de diversas partes y lugares y quitarlas de otros edificios y torres donde estaban puestas y ponerlas todas juntas por maravillosa orden y artificio en el suntuoso edificio público de casas de cabildo y cárcel, que en la plaza de esta villa ha mandado al presente hacer y edificar de nuevo el llustre Ayuntamiento y república tucitana de Martos, a cuya diligencia y cuidado deben mucho todos los curiosos de saber estos deleites y provechosos de antigüedades, por haberlas así juntado y puesto en la muralla y pared principal de este edificio, donde con facilidad se pueden leer y sacar las letras y cifras de ellas, por cuya causa será este edificio de los notables y celebrados que haya en España. Donde hallará más de cuarenta piedras antiguas con letras esculpidas y columnas y mármoles de diversos colores, y asimismo estatuas antiguas y otras modernas esculpidas por el singular arquitecto y escultor Francisco del Castillo...
Explicación sobre el significado de la decoración en la historia de la antigüedad de Diego de Villalta

## El edificio hoy
Actualmente el edificio acoge la sede del Ayuntamiento de la ciudad de Martos. Se conserva la parte original del conjunto, a la que se le adosó un nuevo edificio, debido a la falta de espacio para la Casa Consistorial, así como una remodelación interna para adaptarlo a las necesidades administrativas. Son muchas las reformas que se han llevado a cabo en el edificio, la última llevándose a cabo en 2007.